# هولي إيرل
هولي إيرل (بالإنجليزية: Holly Earl)‏ هي ممثلة بريطانية، ولدت في 31 أغسطس 1992 في لندن في المملكة المتحدة.

## أعمال

### أفلام
- (2015) ملكة الصحراء

## وصلات خارجية
- هولي إيرل على موقع IMDb (الإنجليزية)
- هولي إيرل على موقع ميتاكريتيك (الإنجليزية)
- هولي إيرل على موقع روتن توميتوز (الإنجليزية)
- هولي إيرل على موقع ألو سيني (الفرنسية)
- هولي إيرل على موقع ميوزك برينز (الإنجليزية)
- هولي إيرل على موقع قاعدة بيانات الأفلام السويدية (السويدية)
- هولي إيرل على موقع قاعدة بيانات الفيلم (الإنجليزية)
- هولي إيرل على موقع كينوبويسك (الروسية)